# Landkreis Ostprignitz-Ruppin
Der Landkreis Ostprignitz-Ruppin ist ein Landkreis im Nordwesten des Landes Brandenburg.

## Geografie
Der Landkreis Ostprignitz-Ruppin umfasst den Ostteil der Prignitz, den Hauptteil des Ruppiner Landes sowie das Ländchen Bellin des Havellandes. Naturräumlich wird er unter anderem eingenommen durch die Wittstock-Ruppiner Heide (einschließlich der Ruppiner Schweiz), das Neustrelitzer Kleinseenland (Bereich Rheinsberger Seengebiet), die Ruppiner Platte, das Rhinluch und die Rüthnicker Heide.
Nachbarkreise sind im Norden die mecklenburg-vorpommerischen Landkreise Ludwigslust-Parchim und Mecklenburgische Seenplatte, im Osten der Landkreis Oberhavel, im Süden der Landkreis Havelland, im Südwesten der sachsen-anhaltische Landkreis Stendal und im Westen der Landkreis Prignitz.
Zum Landkreis gehören fünf der 100 flächengrößten Gemeinden Deutschlands (Wittstock/Dosse, Rheinsberg, Neuruppin, Fehrbellin, Heiligengrabe). Ostprignitz-Ruppin ist der flächenmäßig drittgrößte Landkreis Brandenburgs und steht deutschlandweit an neunter Stelle.

## Gemeinden
Nach der Gemeindegebietsreform 2003 umfasste der Landkreis 23 Gemeinden, darunter sechs Städte.
Die Gemeinden Herzsprung und Königsberg erreichten 2004 einen Beschluss des Landesverfassungsgerichts, dass ihre Zwangseingemeindung am 26. Oktober 2003 in die Stadt Wittstock/Dosse aus Formfehlern nichtig war. Sie wurden solange vom Amt Wittstock/Dosse verwaltet, bis sie sich entschieden, in welche Gemeinde sie eingemeindet werden sollen. Seit dem 1. Januar 2005 gehören sie als Ortsteile zur Gemeinde Heiligengrabe.
(Einwohner am 31. Dezember 2024)
| Amtsfreie Städte 1. Kyritz (9147) 2. Neuruppin (31.962) 3. Rheinsberg (7699) 4. Wittstock/Dosse (13.804) Weitere amtsfreie Gemeinden 1. Fehrbellin (9076) 2. Heiligengrabe (4352) 3. Wusterhausen/Dosse (5626) | Ämter und zugehörige Gemeinden 1. Lindow (Mark) (4485) 1. Herzberg (Mark) (646) 2. Lindow (Mark), Stadt (2921) 3. Rüthnick (456) 4. Vielitzsee (462) 2. Neustadt (Dosse) (7618) 1. Breddin (890) 2. Dreetz (1117) 3. Neustadt (Dosse), Stadt (3469) 4. Sieversdorf-Hohenofen (673) 5. Stüdenitz-Schönermark (581) 6. Zernitz-Lohm (888) 3. Temnitz (5383) (Amtssitz: Walsleben) 1. Dabergotz (670) 2. Märkisch Linden (1207) 3. Storbeck-Frankendorf (490) 4. Temnitzquell (756) 5. Temnitztal (1465) 6. Walsleben (795) |  |

## Geschichte
Der Landkreis Ostprignitz-Ruppin entstand am 6. Dezember 1993 im Rahmen der brandenburgischen Kreisreform durch Zusammenlegung der Landkreise Wittstock, Kyritz und Neuruppin. Bestrebungen, die Ostprignitz mit dem jetzigen Landkreis Prignitz in einem die ganze Prignitz umfassenden Landkreis zu vereinen, wurden von der Landesregierung abgelehnt.
Auf dem Gebiet der Städte Wittstock/Dosse, Rheinsberg und Neuruppin sowie der Gemeinde Temnitzquell liegt der ehemalige Truppenübungsplatz Wittstock (Bombodrom). Pläne der Bundesregierung, diesen zu einem Luft-Boden-Schießplatz der Bundeswehr auszubauen, waren seit 1993 juristisch und politisch heftig umstritten. 2009 gab Bundesverteidigungsminister Franz Josef Jung den Verzicht auf das Gelände bekannt.

## Bevölkerungsentwicklung
| Jahr | Einwohner |
| ---- | --------- |
| 1993 | 116.866   |
| 1995 | 116.005   |
| 2000 | 112.930   |
| 2005 | 108.027   |
| 2010 | 102.868   |
| 2015 | 099.110   |

| Jahr | Einwohner |
| ---- | --------- |
| 2020 | 98.808    |
| 2021 | 98.829    |
| 2022 | 99.294    |
| 2023 | 99.372    |
| 2024 | 99.152    |

Gebietsstand und Einwohnerzahl am 31. Dezember des jeweiligen Jahres, ab 2011 auf Basis des Zensus 2011, ab 2022 auf Basis des Zensus 2022

## Politik
| Wahl des Kreistags Ostprignitz-Ruppin 2024Wahlbeteiligung: 63,9 % (2019: 52,8 %) %3020100 26,1 %22,1 %14,5 %8,5 %8,2 %6,2 %6,2 %8,2 % AfDCDUSPDLinkeBVB/FWKBVfGrüneSonst.Gewinne und Verlusteim Vergleich zu 2019 %p 14 12 10 8 6 4 2 0 −2 −4 −6 −8+13,4 %p+2,0 %p−3,4 %p−7,7 %p+2,6 %p−3,3 %p−3,8 %p+0,1 %pAfDCDUSPDLinkeBVB/FWKBVGrüneSonst.Anmerkungen:f Wählergruppe des Kreisbauernverbandes Ostprignitz-Ruppin | Sitzverteilung im Kreistag Ostprignitz-Ruppin seit 2024Insgesamt 50 Sitze - Linke: 4 - SPD: 7 - Grüne: 3 - KBV: 3 - Pro Ruppin: 2 - FWG: 1 - BVB/FW: 4 - FDP: 1 - CDU: 11 - AfD: 13 - EB König: 1 |

### Kreistag
Die nunmehr 50 Sitze im Kreistag verteilen sich seit der Wahl am 9. Juni 2024 wie folgt auf Parteien, Wählergruppen und Einwahlvorschläge:
| Partei/Gruppierung                                       | Stimmen 2014 | Stimmen 2019 | Stimmen 2024 |  | Sitze 2014 | Sitze 2019 | Sitze 2024 |
| -------------------------------------------------------- | ------------ | ------------ | ------------ |  | ---------- | ---------- | ---------- |
| AfD                                                      | —            | 12,7 %       | 26,1 %       |  | —          | 6          | 13         |
| CDU                                                      | 22,4 %       | 20,1 %       | 22,2 %       |  | 10         | 9          | 11         |
| SPD                                                      | 24,5 %       | 17,9 %       | 14,5 %       |  | 11         | 8          | 7          |
| Die Linke                                                | 19,9 %       | 16,2 %       | 8,5 %        |  | 9          | 7          | 4          |
| BVB/Freie Wähler                                         | 4,2 %        | 5,6 %        | 8,2 %        |  | 2          | 3          | 4          |
| Wählergruppe des Kreisbauernverbandes Ostprignitz-Ruppin | 9,8 %        | 9,5 %        | 6,2 %        |  | 5          | 4          | 3          |
| Bündnis 90/Die Grünen                                    | 7,3 %        | 10,0 %       | 6,2 %        |  | 4          | 5          | 3          |
| Pro Ruppin                                               | 1,9 %        | 2,7 %        | 3,9 %        |  | 1          | 1          | 2          |
| Freie Wählergemeinschaft Prignitz-Ruppin                 | 2,6 %        | 1,8 %        | 2,0 %        |  | 1          | 1          | 1          |
| FDP                                                      | 4,3 %        | 3,6 %        | 1,4 %        |  | 2          | 2          | 1          |
| Einzelwahlbewerber König                                 | —            | —            | 0,8 %        |  | —          | —          | 1          |
| Brandenburgische Gemeinde Ruppin                         | 2,7 %        | —            | —            |  | 1          | —          | —          |

### Landrat
- 1994–2010: Christian Gilde (SPD)
- seit 2010: Ralf Reinhardt (SPD)

Reinhardt erreichte in der Landratsstichwahl am 6. Mai 2018 59,0 % der gültigen Stimmen Allerdings verfehlte er durch die geringe Wahlbeteiligung von 24,6 % das erforderliche Quorum von 15 % der Wahlberechtigten. Infolgedessen hatte der Kreistag zu entscheiden. Er wählte Reinhardt am 6. September 2018 entsprechend § 72 (2) und 83 des Brandenburgischen Kommunalwahlgesetzes für eine weitere Amtszeit von acht Jahren zum Landrat.

### Wappen, Dienstsiegel und Flagge
Der Landkreis erhielt am 2. Mai 1993 die Genehmigung, das nachfolgend beschriebene Wappen zu führen.
Blasonierung: „Gespalten durch eine silberne Deichsel; oben in Rot ein goldbewehrter silberner Adler; unten in Grün vorn eine rotgebundene goldene Lilie, hinten eine rotbelegte goldene Mitra.“
Der Adler oben im Wappen stammt von den Grafen von Arnstein, die im 13. Jahrhundert Ruppin regierten. Links eine Lilie, die die Grafen von Plotho darstellt, eine wendische Familie, die Kyritz regierte, wo sie aus dem Magdeburger Raum ausgewandert waren und deutsche Familien wie die von Blumenthals mitbrachten. Die Mitra rechts symbolisiert Wittstock, als Bischof Heinrich I. Wittstock zur Hauptstadt des Fürstbistums Havelberg machte.
Das Dienstsiegel zeigt, vorbehaltlich anderer gesetzlicher Bestimmungen, das Kreiswappen mit der Umschrift „LANDKREIS OSTPRIGNITZ-RUPPIN – DER LANDRAT“.
Die Landkreisflagge ist Grün – Weiß – Rot (1:2:1) gestreift und mittig mit dem Kreiswappen belegt.

Wappen
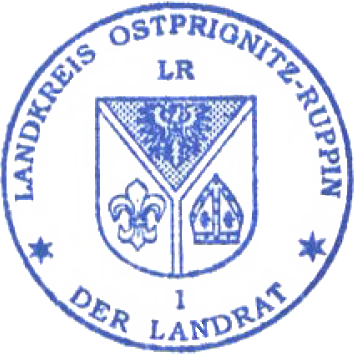
Dienstsiegel
Flagge

Die Wappen der Ämter, Städte und Gemeinden des Landkreises zeigt die Liste der Wappen im Landkreis Ostprignitz-Ruppin.

### Partnerschaft
Seit Dezember 2018 besteht eine Partnerschaft mit dem Kreis Coesfeld in Nordrhein-Westfalen.

## Wirtschaft und Infrastruktur
Im Zukunftsatlas 2019 belegt der Landkreis Ostprignitz-Ruppin den Rang 373 von 401 kreisfreien Städten und Landkreisen in Deutschland.

### Wirtschaft
In der Region spielt der Erholungstourismus mit Camping-, Jagd- und Wassersportmöglichkeiten eine Rolle.
Große Teile sind land- und forstwirtschaftlich geprägt.

### Verkehr
Durch den Landkreis verlaufen die Autobahnen A 19 und A 24.
Die Bundesstraßen 5, 102, 103, 112, 122, 167 und 189 verlaufen über das Kreisgebiet.
Wichtige Eisenbahnstrecken auf dem Gebiet des Kreises sind die Strecken Berlin–Hamburg, Wittenberge–Wittstock und Wittstock–Kremmen.

## Schutzgebiete
Im Landkreis befinden sich 18 ausgewiesene Naturschutzgebiete (Stand Februar 2017).

## Kfz-Kennzeichen
Am 1. Januar 1994 wurde dem Landkreis das Unterscheidungszeichen OPR zugewiesen und seitdem ausgegeben. Seit dem 18. März 2013 sind aufgrund der Kennzeichenliberalisierung zudem KY (Kyritz), NP (Neuruppin) und WK (Wittstock) erhältlich.

## Eingliederungen und Zusammenschlüsse von Gemeinden
In der Tabelle sind die Eingliederungen und Zusammenschlüsse von Gemeinden seit der Bildung des Landkreises am 5. Dezember 1993 erfasst
| Gemeinde              | Datum      | Eingliederung von | nach               | Zusammenschluss von | zu                    |
| --------------------- | ---------- | --- | ------------------ | --- | --------------------- |
| Dreetz                | 31.12.1997 | |                    | Dreetz Giesenhorst | Dreetz                |
| Fehrbellin            | 26.10.2003 | Brunne Dechtow Langen Lentzke Linum Protzen Walchow Wustrau-Altfriesack                                                                               | Fehrbellin         | Betzin Deutschhof Fehrbellin Hakenberg Karwesee Königshorst Manker Tarmow Wall                                                  | Fehrbellin            |
| Heiligengrabe         | 26.10.2003 | Blumenthal | Heiligengrabe      | Blandikow Blesendorf Grabow bei Blumenthal Heiligengrabe Jabel Liebenthal Maulbeerwalde Papenbruch Rosenwinkel Wernikow Zaatzke | Heiligengrabe         |
| Heiligengrabe         | 31.12.2004 | Herzsprung Königsberg | Heiligengrabe      | |                       |
| Kyritz                | 31.12.2002 | Bork-Lellichow Holzhausen Kötzlin Rehfeld-Berlitt Teetz-Ganz                                                                                          | Kyritz             | |                       |
| Kyritz                | 26.10.2003 | Drewen | Kyritz             | |                       |
| Lindow (Mark)         | 31.12.2001 | Banzendorf Keller Klosterheide | Lindow (Mark)      | |                       |
| Lindow (Mark)         | 26.10.2003 | Hindenberg Schönberg (Mark) | Lindow (Mark)      | |                       |
| Märkisch Linden       | 30.12.1997 | |                    | Darritz-Wahlendorf Gottberg Kränzlin Werder                                                                                     | Märkisch Linden       |
| Neuruppin             | 06.12.1993 | Alt Ruppin Buskow Gnewikow Gühlen-Glienicke Karwe Krangen Lichtenberg Molchow Nietwerder Radensleben Stöffin Wulkow Wuthenow                          | Neuruppin          | |                       |
| Neustadt (Dosse)      | 31.12.2001 | Plänitz-Leddin Roddahn | Neustadt (Dosse)   | |                       |
| Rheinsberg            | 26.10.2003 | Basdorf Dierberg Dorf Zechlin Flecken Zechlin Großzerlang Heinrichsdorf Kagar Kleinzerlang Linow Zechlinerhütte Zechow                                | Rheinsberg         | Braunsberg Luhme Rheinsberg Schwanow Wallitz Zühlen                                                                             | Rheinsberg            |
| Sieversdorf-Hohenofen | 31.12.1997 | |                    | Hohenofen Sieversdorf | Sieversdorf-Hohenofen |
| Storbeck-Frankendorf  | 10.01.2002 | |                    | Frankendorf Storbeck | Storbeck-Frankendorf  |
| Stüdenitz-Schönermark | 31.12.2001 | |                    | Schönermark Stüdenitz | Stüdenitz-Schönermark |
| Temnitzquell          | 30.12.1997 | |                    | Katerbow Netzeband Rägelin | Temnitzquell          |
| Temnitztal            | 30.12.1997 | |                    | Kerzlin Küdow-Lüchfeld Rohrlack Vichel Wildberg                                                                                 | Temnitztal            |
| Temnitztal            | 26.10.2003 | Garz | Temnitztal         | |                       |
| Vielitzsee            | 31.12.2001 | |                    | Seebeck-Strubensee Vielitz | Vielitzsee            |
| Wittstock/Dosse       | 06.12.1993 | Babitz Biesen | Wittstock/Dosse    | |                       |
| Wittstock/Dosse       | 26.10.2003 | Berlinchen Christdorf Dossow Dranse Fretzdorf Freyenstein Gadow Goldbeck Groß Haßlow Niemerlang Rossow Schweinrich Sewekow Wulfersdorf Zempow Zootzen | Wittstock/Dosse    | |                       |
| Wusterhausen/Dosse    | 31.12.1997 | |                    | Bantikow Blankenberg Brunn Ganzer Kantow Lögow Schönberg Wusterhausen/Dosse                                                     | Wusterhausen/Dosse    |
| Wusterhausen/Dosse    | 27.09.1998 | Segeletz | Wusterhausen/Dosse | |                       |
| Wusterhausen/Dosse    | 01.12.1998 | Trieplatz | Wusterhausen/Dosse | |                       |
| Wusterhausen/Dosse    | 01.07.2001 | Barsikow Bückwitz Dessow Nackel | Wusterhausen/Dosse | |                       |
| Zernitz-Lohm          | 31.12.1997 | |                    | Lohm Zernitz | Zernitz-Lohm          |

## Sonstiges
Im Kreisgebiet wird gelegentlich noch ostniederdeutsches Platt gesprochen.